# Escena del crimen
Escena del crimen es un programa de reportajes policiales que transmite el canal chileno Televisión Nacional de Chile, en el cual se muestra al público las situaciones policiales, y lo que tienen que vivir diariamente los funcionarios de la PDI.
Su contexto es el cual donde un camarógrafo acompaña a las radiopatrullas de la PDI (autos patrullas que rondan por la ciudad) y muestra los casos previamente grabados y editados. 
El programa fue estrenado el martes 7 de agosto de 2012 y obtuvo un índice de audiencia de 11,6 unidades.

## Casos
- Primer Episodio: martes 7 de agosto de 2012. "Mortalmente apasionado"

Un hombre es encontrado muerto en la pieza que arrendaba, estrangulado por un cable de radio. El caso ocurrió en abril de 2012. El imputado está en prisión preventiva a la espera de la realización de su juicio oral.
- Segundo Episodio: martes 14 de agosto de 2012. "Beneficio penitenciario"

Un empresario de Lo Valledor fue asesinado en Curacaví tratando de evitar que robaran en su parcela. 3 de los 4 sospechosos están en prisión preventiva a la espera de la realización de su juicio oral
- Tercer Episodio: martes 21 de agosto de 2012. "El ángel del cuchillo"

Un hombre de fe encontró la muerte en un robo con homicidio en Maipú.
- Cuarto Episodio: martes 28 de agosto de 2012. "Errores que matan"

El cadáver de una mujer fue hallado en un sitio eriazo de La Pintana con signos de estrangulación.
- Quinto Episodio: martes 2 de octubre de 2012. "Muerte en la discoteque"

Un hombre hizo más de 10 disparos contra un grupo de jóvenes a la salida de una disco en Quilicura.